# 久住時男
久住 時男（くすみ ときお、1949年（昭和24年）11月20日 - ）は、日本の政治家。元新潟県見附市長（5期）、新潟県市長会長。Smart Wellness City 首長研究会会長。

## 政策
- 2003年（平成15年）-「新町子育て支援センター」の設置（2008年までに市内に３ケ所設置）
- 2003年（平成15年) -「第1回見附のとっておき百選」を「表参道・新潟館ネスパス」で開催
- 2003年（平成15年) -　第1回「スクールアカウンタビリティ」の開催
- 2003年（平成15年) -「コミュニティバス」の運行開始
- 2004年（平成16年) -「市民交流センター　ネーブルみつけ」の設置
- 2005年（平成17年) -「ハッピー・リタイアメント・プロジェクト」「悠々ライフ」が始まる
- 2005年（平成17年) -「自律のまちづくり」をめざして「自律推進プログラム」策定
- 2006年（平成18年) -「葛巻地区まちづくり協議会」スタート
- 2008年（平成20年) -　ゼロ歳から子どもに関わる全てを「教育委員会」に一元化
- 2008年（平成20年) -「今町子育て支援センター」オープン
- 2008年（平成20年) -「健康の駅」を「見附市立病院」１階にオープン
- 2009年（平成21年) -「みつけイングリッシュガーデン」オープン[3][4][5]。
- 2009年（平成21年) -「今町小学校」新校舎完成
- 2010年（平成22年) -「見附伝承館」オープン
- 2011年（平成23年) -「東日本大震災」で最大487名の避難者を見附市で受け入れ
- 2011年（平成23年) -「スマートウエルネスシティ」で総合特区指定[6][7]。

　新潟県見附市、福島県伊達市など、7市2団体が国に申請していた総合特別区域「健幸長寿社会を創造するスマートウエルネスシティ総合特区」（以下SWC特区）が、      2011 年12月に「地域活性化総合特区」として指定された。この特区は、「地域資源を最大限活用した地域活性化の取組による地域力の向上」というテーマに合致した申請者を指定するもの。SWC特区では、生活習慣病や寝たきりの予防、移動困難者の減少などによる地域住民全体の健康づくりの支援、科学的、客観的なエビデンスに基づき地域住民の健康状態を的確に把握できる仕組みの構築を政策課題とし、「健康で幸せ＝健幸（身体面の健康だけでなく、人々が生きがいを感じ、安心して豊かな生活を送れる状態）」なまちづくりを目指すもの。
- 2012年（平成24年) -「エンディングノート」に「健幸」の考えを取り入れた「マイ・ライフ・ノート」を作成
- 2012年（平成24年) -「見附市健幸基本条例」「見附市歩こう条例」を制定
- 2013年（平成25年) -「道の駅パティオにいがた」オープン[8][9]。

新潟県見附市出身。2002年11月、見附市長に就任。市町村合併が推し進められる中、2003年11月実施の市民アンケートにより周辺市町村との合併に過半数以上の市民が反対とする結果を受け、法定合併協議会には参加せずに当面は合併しない事を選択した。
「自律」した市を目指しており、その為数年間の職員採用の休止による職員数の13.4%削減、市議会議員定数削減、公共施設の指定管理者制度導入等のコスト削減や、見附市街と今町地区を結ぶコミュニティバスの導入、新潟県中部産業団地（見附テクノ・ガーデンシティ）への企業誘致活動を始めとする産業振興等を推し進めている。

## 来歴
- 1949年（昭和24年） - 新潟県見附市生まれ、新潟県立長岡高等学校を経て、青山学院大学経営学部を卒業。
- 1973年（昭和48年）4月 - 岩谷産業入社。貿易関連分野に従事し、香港・ベトナム等に駐在する。
- 2002年（平成14年) - イワタニリゾート取締役を経て退職。同年10月、見附市長選挙に立候補し、当選する。
- 2004年（平成16年） - 全国まちの駅連絡協議会会長に就任。
- 2005年（平成17年）- 水害サミット発起人となる。
- 2006年（平成18年）- 10月22日、見附市長に再選（2期目）。
- 2009年（平成21年） - 提言実践首長会会長、Smart Wellness City 首長研究会会長に就任。
- 2010年（平成22年） - 国連WMO・世界気象機関で、「災害時の指導者の役割」について基調講演を行う。同年10月24日、見附市長に再選（3期目）
- 2014年（平成26年）- 10月26日、見附市長に再選（4期目）。
- 2014年（平成26年）- 6月、筑波大学客員教授に就任（～2021年）
- 2017年（平成29年）- 2月13日、新潟県市長会長に就任[10][11]。
- 2018年（平成30年）- 10月14日、見附市長に再選（5期目）。
- 2019年（令和元年）- 5月、北信越市長会長に就任
- 2020年（令和2年）- 6月、全国市長会副会長に就任
- 2021年（令和3年）- 4月、筑波大学国際産学連携本部顧問に就任（～2023年現在）
- 2021年（令和3年）- 11月2日、健康上の理由から退職申出書を市議会議長に提出した。同月30日付で辞職した[12][13]。
- 2021年（令和3年）- 11月30日、全国市長会から特別功労者表彰を受ける。
- 2022年（令和4年）- 1月15日、ベトナム・ダナン市政府より感謝状を受ける。
- 2022年（令和4年）- 7月11日、建設事業関係(河川事業）功労者国土交通大臣表彰を受ける。
- 2023年（令和5年）- 3月21日、見附市自治功労者表彰を受ける。
- 2024年（令和6年)    6月4日、日本河川協会より河川功労者として表彰を受ける。

　政府関係履歴
　・国土交通省　-　国土交通大学校　危機管理講師　7年間
　　　　　　　　　洪水等に関する防災用語改善に係る調査研究委員会
　　　　　　　　　建設機械等による災害対応・復旧支援に関する懇談会
　　　　　　　　　社会資本整備審議会　専門委員
　　　　　　　　　平成23年7月新潟・福島豪雨水害の検証を踏まえた治水対策に関する懇談会
　　　　　　　　　新たなステージに対応した防災・減災のあり方に関する懇談会
　　　　　　　　　社会資本整備審議会　住宅・宅地分科会
　　　　　　　　　社会資本整備審議会　河川部会　治水対策小委員会
・経済産業省　- 　健康サービス振興機構に係る調査研究委員会
・国土地理院　- 　測量行政懇談会
基盤整備地図情報整備・更新モデル事業実証プロジェクト検討委員会
・文部科学省　-　学校・家庭・地域をつなぐ新たな連携方策の在り方に関する有識者会議
　　　　　　　　 学校支援地域活性化推進委員会
　　　　　　　　 中央教育審議会　生涯学習分科会
・内閣府      　-　今後の青少年の在り方等に関する有識者ヒアリング
・総務省         -　災害に強い電子自治体に関する研究会
・スポーツ庁   -　スポーツ審議会　スポーツ基本計画部会
・内閣官房      -　地方創生有識者懇談会        

　脚注
1. ↑  『全国歴代知事・市長総覧』日外アソシエーツ、2022年、173頁。
2. ↑  “組織”.   Smart Wellness City 首長研究会. 2016年8月30日閲覧。
3. ↑  “動画で見る「みつけイングリッシュガーデン」（平成24年度制作）”.  YouTube. 2016年8月30日閲覧。
4. ↑  “バラクラの姉妹庭園「みつけイングリッシュガーデン」（新潟県見附市）も見頃です。”.   蓼科高原バラクライングリッシュガーデン. 2016年8月30日閲覧。
5. ↑  “みつけイングリッシュガーデン”.   イングリッシュガーデンホテル　レアント　. 2016年8月30日閲覧。
6. ↑  “スマートウエルネスみつけの実現”. 2016年8月30日閲覧。
7. ↑  “なぜ、「健康づくりはまちづくりから」なのか？ 見附市長 久住時男氏に聞く”.  日経BP. 2016年8月30日閲覧。
8. ↑  “道の駅　パティオにいがた”.  YouTube. 2016年8月30日閲覧。
9. ↑  “道の駅「パティオにいがた」が、日本トイレ大賞を受賞”.  見附市YouTube (2015年9月7日). 2016年8月30日閲覧。
10. ↑  “県市長会の新会長に久住見附市長 市町村長と知事、年２回意見交換”.  新潟日報 (2017年2月14日). 2017年2月14日閲覧。
11. ↑  “新潟県市長会会長に久住・見附市長就任　「共通認識で課題解決」”.  産經新聞 (2017年2月14日). 2017年2月14日閲覧。
12. ↑  “新潟・見附市長、退職を申し出 健康上の理由で”.  産経新聞 (2021年11月2日). 2021年11月2日閲覧。
13. ↑  “見附市・久住時男市長が涙の退任挨拶 健康上の理由から５期目途中で辞職【新潟】”. FNNプライムオンライン (2021年11月30日). 2021年12月2日閲覧。[リンク切れ]